# Gymnocarpium
Gymnocarpium es un género de helechos de la familia  Cystopteridaceae. Comprende 22 especies descritas y de estas, solo 7 aceptadas.

## Taxonomía
El género fue descrito por Edward Newman  y publicado en Phytologist: a popular botanical miscellany 4: 371. 1851. La especie tipo es: Gymnocarpium dryopteris (L.) Newman	 

## Especies aceptadas
A continuación se brinda un listado de las especies del género Gymnocarpium aceptadas hasta mayo de 2013, ordenadas alfabéticamente. Para cada una se indica el nombre binomial seguido del autor, abreviado según las convenciones y usos.
- Gymnocarpium disjunctum (Rupr.) Ching
- Gymnocarpium dryopteris (L.) Newman
- Gymnocarpium heterosporum Wagner
- Gymnocarpium jessoense (Koidz.) Koidz.
- Gymnocarpium oyamense (Baker) Ching
- Gymnocarpium remotepinnatum (Hayata) Ching
- Gymnocarpium robertianum (Hoffm.) Newman